# Kassim Majaliwa
Kassim Majaliwa (ur. 22 grudnia 1960) – tanzański polityk. Wybrany do parlamentu w wyborach w 2010 z okręgu Ruangwa. W latach 2010–2015 pełnił funkcję ministra stanu ds. administracji regionalnej i samorządu terytorialnego. 19 listopada 2015 desygnowany na premiera przez prezydenta Johna Magufuli. Zaprzysiężony na stanowisku następnego dnia.